# Finska kyrkogränd

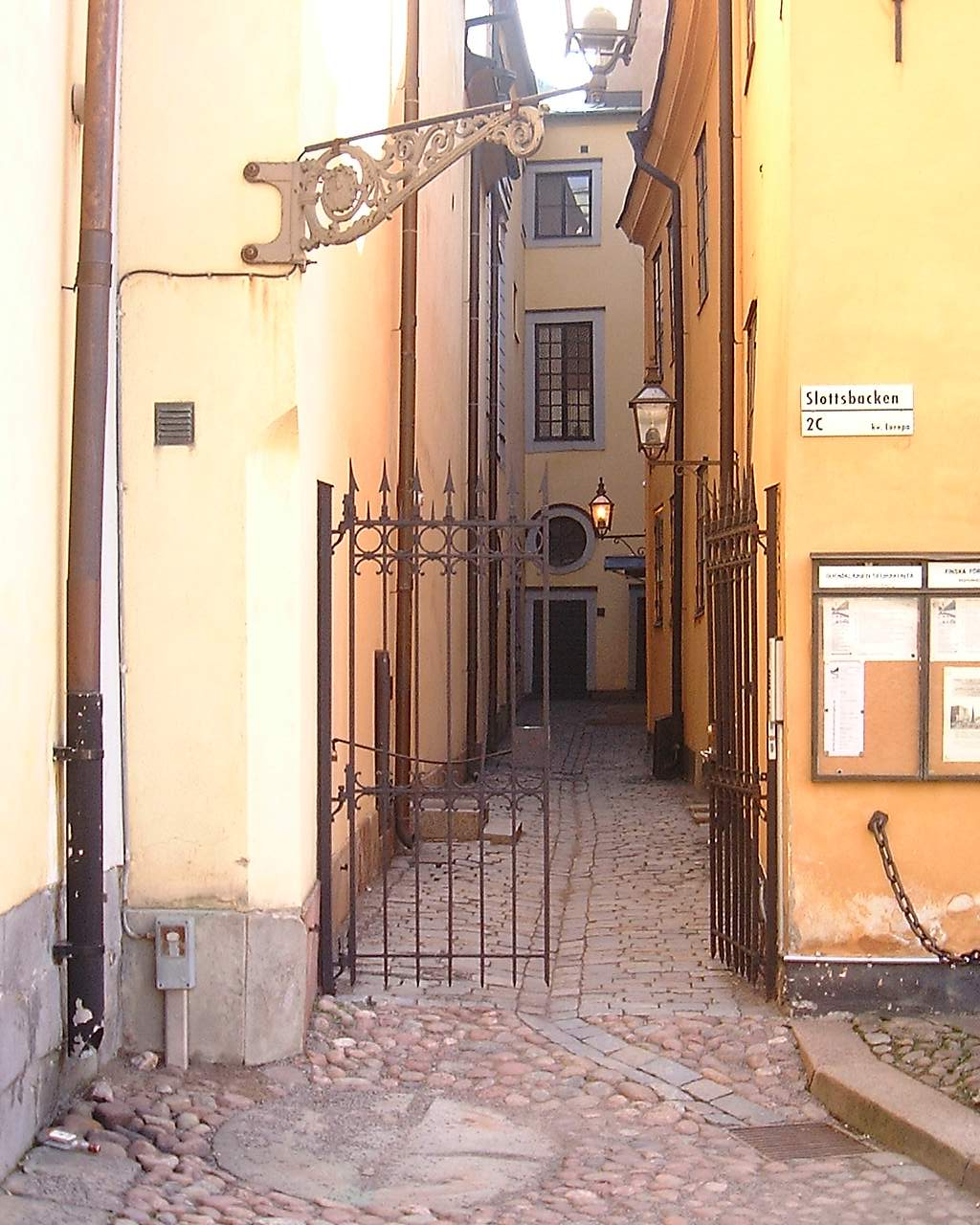
Finska Kyrkogränd sedd från Slottsbacken.

Finska Kyrkogränd är en gränd i kvarteret Europa i Gamla stan, Stockholm. Den ligger mellan Slottsbacken 2 och Slottsbacken 4. Gränden är uppkallad efter den där belägen Finska kyrkan och fick sitt nuvarande namn 1939.

## Historik
Gränden har tidigare förbundit Slottsbacken med Trädgårdsgatan, men sedan Finska kyrkan byggde ut med en församlingshusdel togs en del av grändens mark i anspråk, och nu fungerar gränden enbart som gångväg till en av ingångarna till Finska kyrkan. På norra sidan gränden finns Tessinska palatset, som tidigare var Överståthållarämbetet och nu är residens för landshövdingen i Stockholms län.